# 国鉄シキ290形貨車
国鉄シキ290形貨車（こくてつシキ290がたかしゃ）は、1960年（昭和35年）8月4日と1964年（昭和39年）6月1日に日本車輌製造支店でそれぞれ1両ずつ製作された大物車である。先に製作されたシキ290の方は梁の交換により80 トン積み低床式、115 トン積み分割落し込み式、165 トン積み吊り掛け式のいずれかとして使用することができた。日本の大物車の中でA梁、B梁、C梁の3種類の梁を装備できる車は本車（シキ290）及びシキ120（シキ120形）の2車のみである。後に製作されたシキ291の方は、分割落し込み式のみで使用された。車籍は当初日本国有鉄道で、1987年（昭和62年）の国鉄分割民営化に際しては、日本貨物鉄道（JR貨物）に継承された。
低床式梁はシキ290Aと称している。車体長は32,650 mm（改造後32,520mm）で、低床部の長さは5,000 mm、低床部のレール面上高さは780 mmである。車体は溶接構造である。台車はベッテンドルフ式2軸ボギー台車NC-3B形を8台備えた、2-2-2-2-2-2-2-2軸複式ボギー（合計16軸）である。2軸台車8台の構成は、日本の低床式大物車では唯一のものである。空気ブレーキは手動で積空切り替えを行うASD方式のものであった。運転速度は積車時45 km/h、空車時65 km/hである。連結器は台車上枠に装備されている。枕枠より下部の走行部分は落し込み式と共用しているが、荷受枠を枕枠に載せる心皿は2箇所あり、曲線での偏倚量減少のために低床式のときは中央側の心皿を使用していた。
落し込み式梁は、1960年製作のものはシキ290Cと称している。また1964年製作のものは、A梁・B梁がないため単にシキ291と称している。荷受梁はトラス構造で構成されており、貨物の搭載部は全長約7,000 mm、幅2,262 mmである。シキ290の荷受梁は溶接と鋲接を組み合わせて組み立てているが、シキ291は全溶接構造である。シキ291では枕枠の構造が改良されており、シキ290Cは全長33,350 mm、シキ291は全長33,220 mmと少し全長が異なっていた。
吊り掛け式梁はシキ290Bと称している、A梁・C梁に遅れて1970年（昭和45年）9月に追加で製造された。吊り掛け式の荷受梁もトラス構造で、空車時の車体長は26,030 mmであった。またこのときに枕枠をシキ291類似のものに交換し、台車上枠の改造をしている。運転速度は積車時35 km/h、空車時65 km/hであった。
シキ290は明電舎、シキ291は高岳製作所所有の私有貨車であった。シキ290の当初の常備駅は大崎駅であったが、1961年（昭和36年）4月に工場移転により沼津駅へ移動した。シキ291の常備駅は小山駅であった。シキ290Aは1980年（昭和55年）4月に、シキ290B・シキ290Cは2003年（平成15年）2月に廃車となり解体された。シキ291は2004年（平成16年）4月に廃車となった。